# مملكة هانوفر

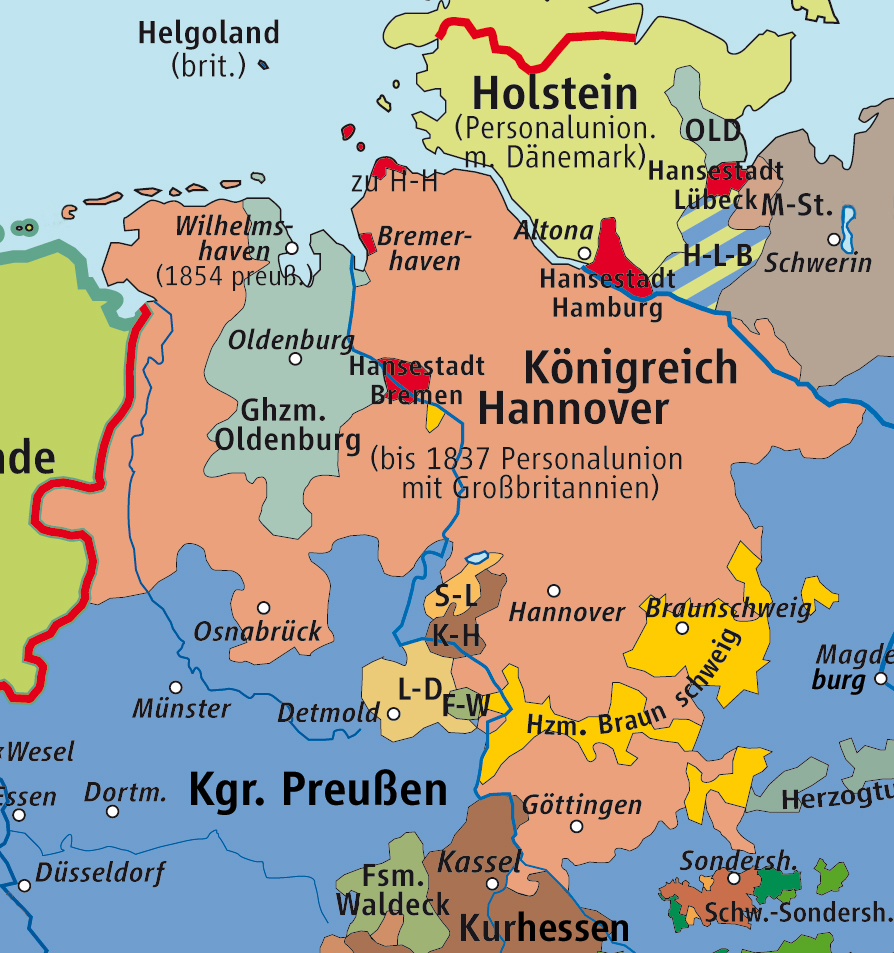
مملكة هانوفر

تأسست مملكة هانوفر (بالألمانية: Königreich Hannover) في أكتوبر عام 1814 إثر مؤتمر فيينا، بعدما استعاد الملك جورج الثالث ممتلكاته الهانوفرية عقب فترة الحروب النابليونية. خلفت مملكة هانوفر مُنتخبية هانوفر (والتي عُرفت رسميًا بمنتخبية براونشفايغ–لونيبرغ)، والتحقت بالدول الـ 38 ذات السيادة في الاتحاد الألماني خلال شهر يونيو عام 1815. حكم آل هانوفر المملكة، وهم فرعٌ ينتمي لأصغر أعضاء آل فِلف، وكانت المملكة في اتحاد شخصي مع المملكة المتحدة لبريطانيا العظمى وآيرلندا منذ عام 1814. وبما أن الملك استقر في لندن، أرسل نائبه لتولي إدارة مملكة هانوفر، وكان النائب عادة أحد الأفراد الصغار من العائلة الملكية البريطانية.
انتهى الاتحاد الشخصي مع المملكة المتحدة عام 1837 عقب تولي الملكة فيكتوريا العرش، فلا يسمح القانون السالي للإناث بوراثة العرش الهانوفري طالما لا يزال أحد ذكور السلالة على قيد الحياة. وهكذا، أصبح عمها حاكم هانوفر، وهو من دعم الطرف الخاسر في الحرب النمساوية البروسية فاحتُلت مملكته من طرف بروسيا عام 1866. أصبحت هانوفر لاحقًا مقاطعة ألمانية. أصبحت هانوفر، إلى جانب باقي أنحاء بروسيا، جزءًا من الإمبراطورية الألمانية عقب توحيد ألمانيا في يناير عام 1871. تحولت هانوفر إلى ولاية مستقلة لفترة قصيرة عام 1946، ثم دُمجت لاحقًا مع ولايات أصغر لتشكل اليوم ولاية سكسونيا السفلى الواقعة في ألمانيا الغربية.

## تاريخ
كانت أراضي هانوفر سابقًا إمارة ضمن الإمبراطورية الرومانية المقدسة قبل أن تصبح منتخبية عام 1708، عندها تشكلت هانوفر جراء اتحاد بين قسمين من سلالة دوقية براونشفايغ–لونيبرغ، باستثناء إمارة براونشفايغ–فولفنبوتيل.
بعد اعتلاء جورج لويس من آل هانوفر العرش عام 1714، اعتلى أيضًا عرش بريطانيا العظمى تحت اسم جورج الأول، وأُلحقت هانوفر بمملكة بريطانيا العظمى في اتحاد شخصي بين الاثنتين. بقي بعض المنحدرين من سلالة هانوفر، والذين حاربوا إلى جانب البريطانيين في حرب عام 1812، ضمن كندا. في عام 1803، اجتاح الجيشان الفرنسي والبروسي هانوفر خلال الحروب النابليونية. أُلحقت هانوفر بأراضي بروسيا إثر معاهدات تيليست، وتأسست بذلك مملكة فيستفالن التي حكمها شقيق نابليون الأصغر، جيروم بونابرت. استمرت سيطرة الفرنسيين على المنطقة حتى أكتوبر عام 1813، عندها تعرضت للاجتياح من طرف القوزاق الروس. أدت معركة لايبزج (لايبزش) بعد فترة قصيرة إلى وضع حد نهائي للدول العميلة لبونابرت، واستعاد آل هانوفر وضع المنتخبية السابق.
لم يرجع مؤتمر فيينا عام 1814 وضع هانوفر السابق فحسب، بل رُقيت الأخيرة لتصبح مملكة مستقلة يحكمها أمير ناخب، هو جورج الثالث ملك بريطانيا العظمى وملك هانوفر أيضًأ. توسعت حدود المملكة الجديدة بشكل كبير، فأصبح رابع ولاية ألمانية من ناحية المساحة في الاتحاد الألماني (تسبقها بروسيا ثم النمسا وبافاريا) وثاني الولايات من ناحية المساحة في شمال ألمانيا.
خلال عهد جورج الثالث الذي استمر 6 سنوات، لم يزر الملك مملكته على الإطلاق. قبل أن يصبح ملكًا على هانوفر، كان جورج مصابًا بالخرف، وربما لم يدرك أنه كسب مملكة جديدة، وربما لم يشارك بتاتًا في حكمها. سُلمت الإدارة العملية لهانوفر في أغلب الأحيان إلى نائب الملك، وكان أدولف فريدريك هو من تسلّم هذا المنصب خلال السنوات الست لحكم جورج الثالث، وأيضًا خلال عهدي الملكين جورج الرابع ووليام الرابع منذ سنة 1816 وحتى سنة 1837، وأدولف فريدريك هو أصغر ابنٍ لجورج الثالث. عندما تولت الملكة فيكتوريا عرش المملكة المتحدة عام 1837، انتهى الاتحاد الشخصي بين بريطانيا العظمى وهانوفر بعد 123 سنة. على عكس بريطانيا، كانون القانون شبه السالي قائمًا في هانوفر، وهو القانون الذين يمنع تولي الإناث عرش المملكة إذا وُجد وريث ذكر من السلالة على قيد الحياة. بذلك، تولى إرنست أوغسطس، أكبر ابن حي لجورج الثالث، عرش هانوفر، بينما بقي أدولف فريدريك، الشقيق الأصغر ونائب الملك لفترة طويلة، في بريطانيا.
خلال الحرب النمساوية البروسية عام 1866، حاولت هانوفر الحفاظ على موقف حيادي، وكذلك فعلت عدة دول أعضاء أخرى في الاتحاد الألماني. صوتت هانوفر لصالح تحريك جيوش الاتحاد ضد بروسيا في الرابع عشر من يونيو عام 1866، ما دفع بروسيا إلى إعلان الحرب عليها. أدت نتيجة الحرب إلى حلّ هانوفر وتجريدها من صفة مملكة مستقلة لتُضم إلى مملكة بروسيا، وتصبح مقاطعة هانوفر البروسية. وبالإضافة لباقي أنحاء بروسيا، أصبحت هانوفر جزءًا من الإمبراطورية الألمانية عام 1871.
بعدما غادر جورج الخامس هانوفر عام 1866، جمع جيشًا من القوات الموالية له في هولندا، وأطلق عليه فيلق غولفيك. حُلّ الفيلق في نهاية المطاف عام 1870. على الرغم من ذلك، رفض جورج قبول سيطرة بروسيا على عرشه وادعى أنه لا يزال الملك الشرعي لهانوفر. ورث ابنه الوحيد، إرنست أوغسطس ولي عهد هانوفر، هذا المطلب عندما توفي جورج عام 1878. كان إرنست أوغسطس أيضًا أول من يعتلي عرش دوقة براونشفايغ، وهي التي كان حكامها من فرع أصغر لآل هانوفر. في عام 1884، انقرض هذا الفرع تزامنًا مع وفاة فيلهلم، أحد أولاد العم البعيدين لإرنست أوغسطس. لكن بما أن إرنست أوغسطس رفض التخلي عن مطلبه بضم هانوفر إلى مملكته، حكم البوندسرات في الإمبراطورية الألمانية بالرفض معللًا أن توليه عرش براونشفايغ سيخلّ بسلام الإمبراطورية. جراء ذلك، حُكمت براونشفايغ بالوصاية حتى عام 1913، عندها تزوّج ابنه، المدعو إرنست أوغسطس أيضًا، من ابنة الإمبراطور الألماني، الأميرة فيكتوريا لويزه، وأقسم بالولاء للإمبراطور. أبطل الدوق حينها مطالبه بعرش براونشفايغ لصالح ابنه، ثم سمح البوندسرات لإرنست أوغسطس الصغير بالحصول على براونشفايغ كنوعٍ من تعويض مهر العروس عوضًا عن هانوفر.
طالب الحزب الهانوفري الألماني، والذي دعم في أحيانٍ متفرقة انفصال هانوفر عن الرايخ، بوضع مستقل للمقاطعة في الرايخستاغ. استمرّ وجود الحزب حتى حظرته الحكومة النازية.

### الإحياء والتاريخ الحديث
عندما كانت بروسيا في وضع صعب وعلى حافة الانحلال الرسمي (1947)، استغل السياسيون الهانوفريون الفرصة عام 1946 وطالبوا مفوضية إدارة ألمانيا البريطانية بإحياء دولة هانوفر، وإعادة تشكيل هذه المقاطعة البروسية لتصبح ولاية هانوفر. اعتبرت الولاية نفسها مملكة مثلما كانت في السابق. لعب رئيس وزرائها، هنريش فيلهلم كوبف، دورًا مركزيًا عندما تأسست ولاية سكسونيا السفلى بعد بضعة أشهر عن طريق دمج هانوفر مع ولايات أخرى أصغر، وكانت مدينة هانوفر عاصمة تلك الولاية. تشكل أراضي هانوفر السابقة نحو 85 بالمئة من مساحة سكسونيا السفلى، ولا تزال الولاية تستخدم حتى اليوم شعار النبالة الهانوفري.

## إعادة تنظيم الهيئات الدينية في هانوفر
كانت الكنيسة اللوثرية الكنيسة الرسمية في مملكة هانوفر، وكان الملك يحمل منصب الحاكم الأعلى للكنيسة اللوثرية. أشرفت المجالس الكنسية على الكنيسة والإكليروس. وُجدت تلك المجالس في آوريش، وكذلك المجلس اللوثري والكالفيني في الآن ذاته والذي يهيمن عليه اللوثريون (في شرق فيريزيا) والمجالس اللوثرية في هانوفر (في منتخبية براونشفيايغ–لونيبرغ)، وفي إلفيلد (في إقليم هوهنشتاين، وهو منطقة هانوفرية مستحاطة في جبال هارز الشرقية)، وفي أوسنابروك (في أمير أسقفية أوسنابروك)، وفي أوترندورف (وُجدت منذ عام 1535 وحتى 1885 في لاند هاديلن) وفي شتاده (وُجدت منذ 1650 وحتى 1903، وكانت حتى عام 1885 في دوقيتي بريمن–فيردن باستثناء هاديلن، ثم شملت كامل منطقة شتاده). ترأس مشرف عام كل مجلس من تلك المجالس.

## معرض صور

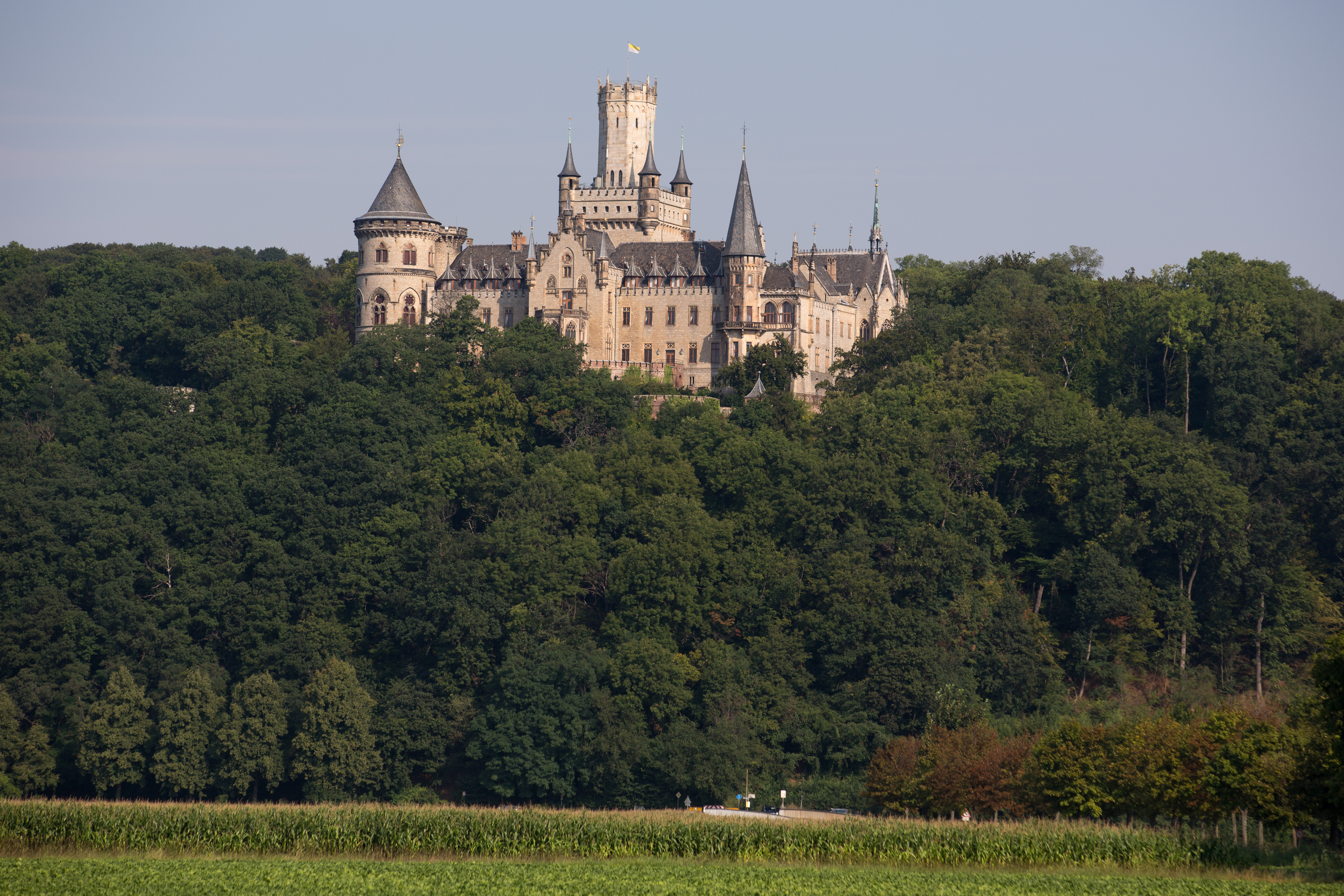
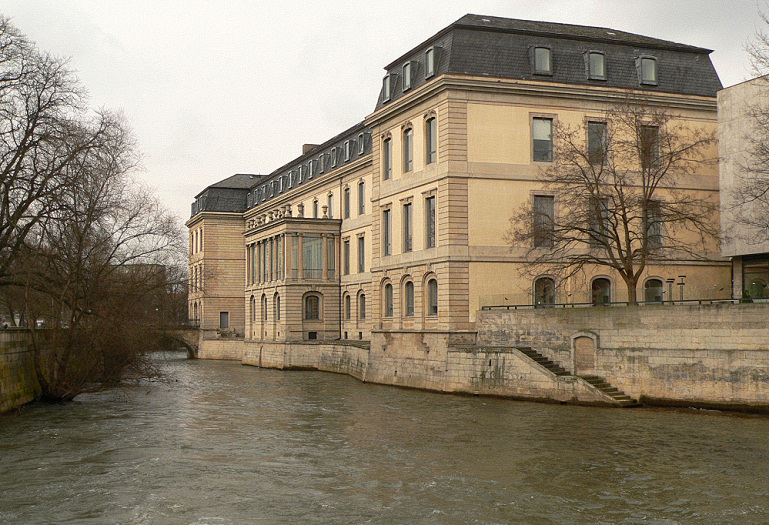
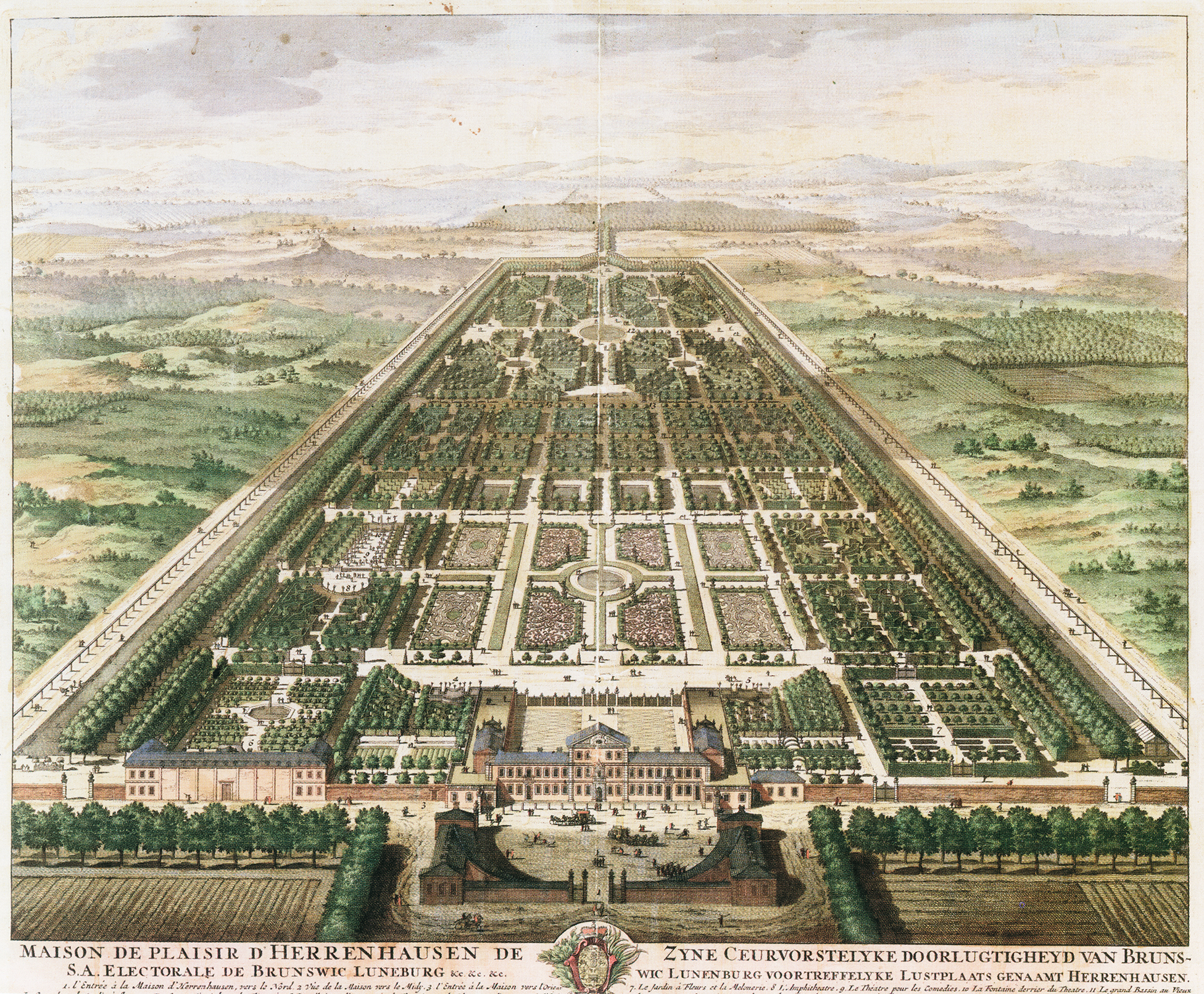
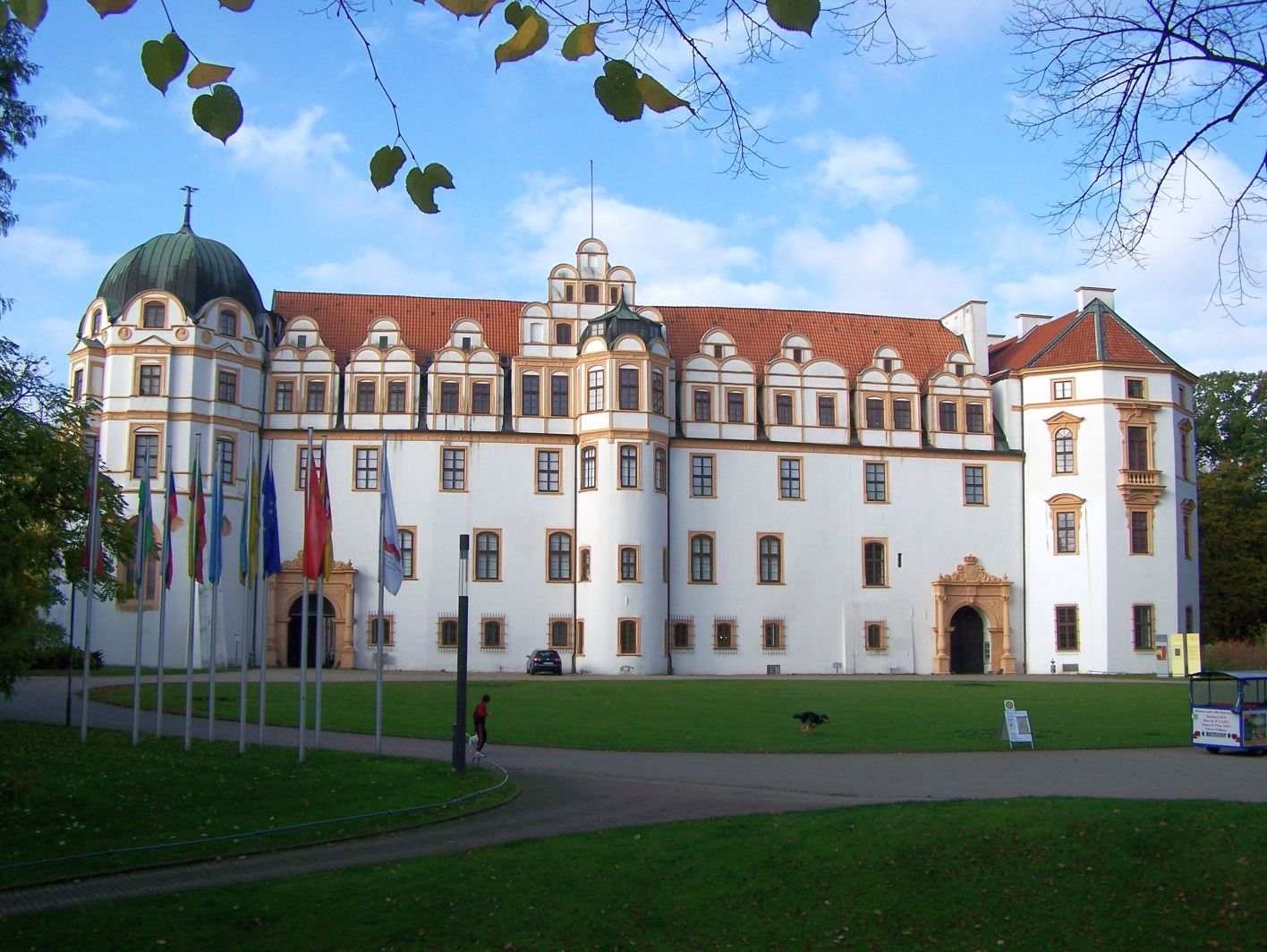